# Finlands historia
Finlands historia inleddes då det landområde som nu utgör Finland omedelbart efter Istiden, från ca 8500 f.Kr., befolkades. Det vi idag känner som Finland var en del av kungariket Sverige från 1249 fram till 1809 då Sverige genom Freden i Fredrikshamn överlät Finland, Åland samt delar av dåvarande Västerbotten och Lappland till Ryssland.  
Det måste dock starkt framhållas (för att undvika missförstånd), att Finland inte hade någon separat, självständig administrativ eller juridisk position eller på annat sätt utgjorde en sammanhållen enhet under svensktiden (ungefär som en delstat i USA har i förhållande till landet som helhet), vare sig i världsligt eller kyrkligt hänseende. Dessa första steg mot att bli ett eget land uppstod först i och med att ryske tsaren efter erövringen från Sverige förklarade Finland för ett ryskt storfurstendöme (se nedan) och sedan, år 1812. flyttade huvudstaden från Åbo till Helsingfors, bl.a. för att det ansågs lättare att kontrollera och övervaka från S:t Petersburg. Under den svenska tiden var Finland endast ett landområde, som under flera sekler bit för bit lades under Sverige när olika kungar ville flytta Sveriges gränser österut. Kulmen nåddes i och med freden i Stolbova 1617, när Sverige från Ryssland erövrade bl.a. Keksholms län (omfattande i stort sett området runt västra halvan av Ladogasjön). Kring sekelskiftet 1500/1600 tvistade dessutom Sverige och Danmark (som styrde över Norge) om områdena i nordligaste Finland, Sverige och Norge, så där var gränsen mer oklar.  
Under 1700-talet blev det tvärtom istället en successiv nedgång för Sverige som stormakt, först genom freden i Nystad 1721, då Ryssland erövrade de östligaste delarna av Sverige, däribland Karelen. I freden i Åbo 1743 förlorade Sverige ytterligare en bit av sydöstra Finland, med bl.a. staden Fredrikshamn. Det var i och med detta sistnämnda som de svenska myndigheterna beslöt bygga fästningen Sveaborg (fi: Suomenlinna) utanför Helsingfors, som ett skydd mot framtida ryska anfall. Detta har sagts vara det dyraste försvarsprojektet i Sveriges historia. 
Trots att Finland lösrycktes från Sverige redan år 1809, dröjde det långt in på 1800-talet innan den finska samhällsstrukturen började förändras inifrån. Till exempel var det först vid 1800-talets mitt som svenska upphörde att vara ensamt administrativt språk runtom i Finland. Ytterligare några decennier senare blev finska likställt med svenska som undervisningsspråk. Och först under 1890-talet kom en lag som sade, att gatuskyltar etcetera i Helsingfors inte skulle vara enbart svenskspråkiga. 
Som sagt utropade tsaren det autonoma Storfurstendömet Finland. 1917 förklarade sig Finland självständigt. Därefter utbröt 1918 det finska inbördeskriget mellan socialisterna (de röda) och de konservativa (de vita). Under Andra världskriget stred Finland två gånger mot Sovjetunionen och var tvunget att avstå största delen av Karelen till rådsförbundet men bevarades som en självständig demokrati. Under Kalla kriget påverkades och anpassades Finlands politik efter Sovjetunionen (se VSB-fördraget och finlandisering), utan att bli en satellitstat. Finland gick med i Europeiska unionen 1995. 

## Kronologi
- Finlands förhistoria (8500 f.Kr.–1157 e.Kr.)
- Finland under medeltiden (1157–1523)
- Finlands historia under tidigmodern tid (1523–1809)
- Finska kriget (1808–1809)
- Finland under den ryska tiden (1809–1917)
- Finlands självständighet (1917)
- Finska inbördeskriget (1918)
- Finland under mellankrigstiden (1918–1939)
- Finska vinterkriget (1939–1940)
- Finska fortsättningskriget (1941–1944)
- Lapplandskriget (1944–1945)
- Finland under efterkrigstiden (1944–1991)
- Finlands historia från 1991 (från 1991)

## Bildgalleri

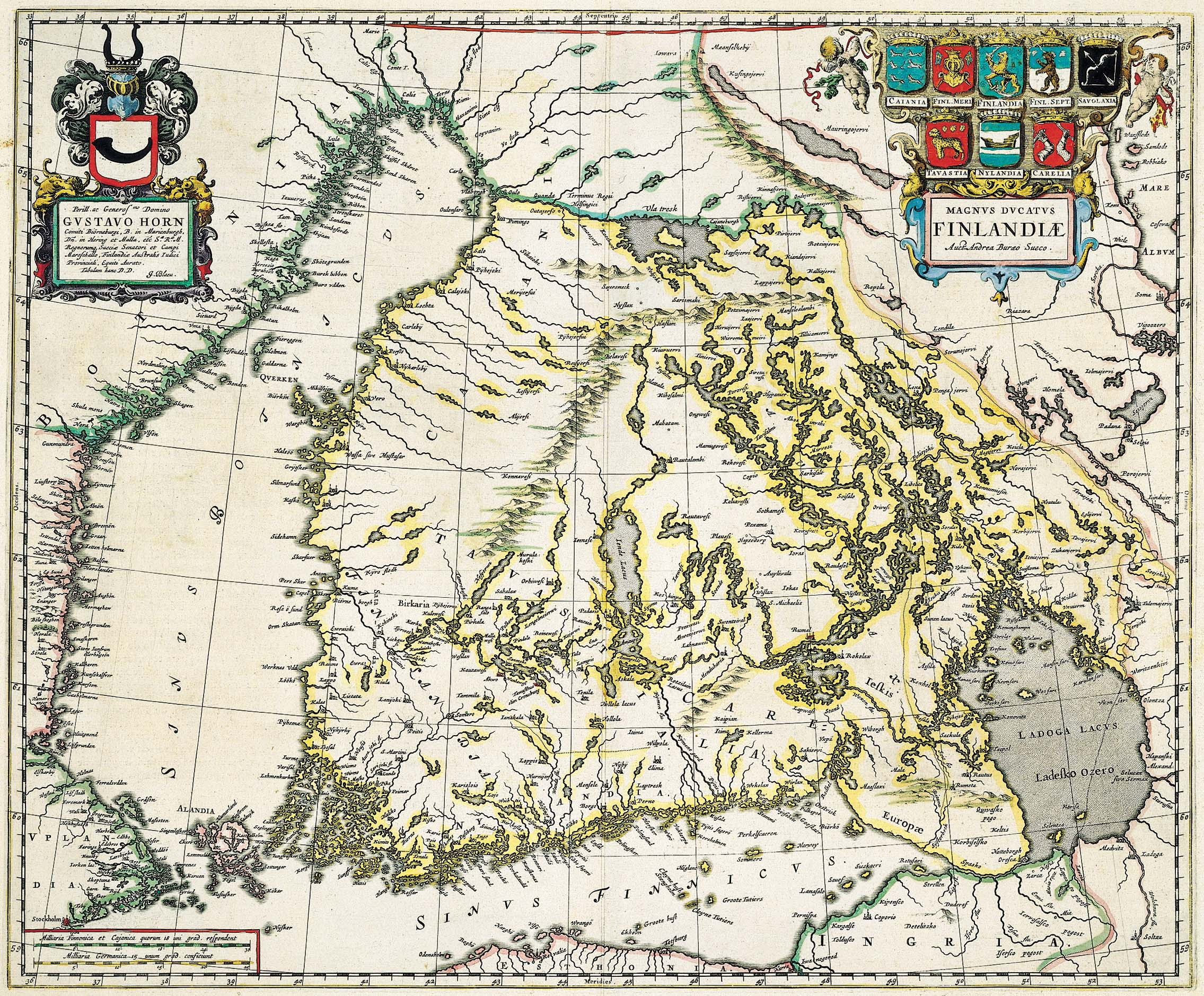
Finland 1662.